# Conseil de la radiodiffusion et des télécommunications canadiennes
Pour les articles homonymes, voir CRTC.
Le Conseil de la radiodiffusion et des télécommunications canadiennes (CRTC ; en anglais : Canadian Radio-television and Telecommunications Commission) est un organisme public indépendant qui réglemente les activités de radiodiffusion et de télécommunications au Canada dont, du côté de la radiodiffusion, les règlements ayant trait au contenu canadien et à la musique vocale de langue française. Le CRTC a été fondé en 1968. Il a son siège dans l'édifice central des Terrasses de la Chaudière à Gatineau, au Québec.

## Histoire du CRTC
Le Conseil de la radiodiffusion et des télécommunications canadiennes (« CRTC ») est un organisme public qui régule les télécommunications au Canada. Le CRTC a été fondé en 1968. Sous le gouvernement de Pierre-Eliot Trudeau, son but initial était de réglementer le contenu des télécommunications au Canada, de protéger la culture et de sauvegarder la confédération canadienne face aux souverainistes québécois. Le CRTC "veut" garantir aux citoyens canadiens le meilleur réseau de télécommunications possible en matière de radio, télévision et internet. La radiodiffusion devrait être une ressource publique, un espace de divertissement, d’information et d’éducation pour les canadiens francophones et anglophones : l'unité canadienne.
En 1932, la première loi canadienne de la radiodiffusion est adoptée. Cette loi a renforcé l’idée d’une unité canadienne dans l'imaginaire collectif. Le Canada devait développer sa propre industrie culturelle en matière de musique, de radio et de télévision. Le gouvernement devait aussi intervenir dans la diffusion de ce contenu. La création de contenu canadien devait l'emporter sur la diffusion de contenu fait dans d’autres pays. Les années entre 1932 et 1936 furent des années difficiles pour la radiodiffusion. L’organisme qui s’occupait de la radiodiffusion à ce moment était appelé la Commission canadienne de la radiodiffusion (CCR). Cet organisme deviendra Radio-Canada. Le CCR ne savait pas comment diriger la diffusion de contenu. Il y avait un mécontentement de la part des citoyens anglophones et francophones concernant la transmission de contenu radial. Le Canada est un pays bilingue et il devait y avoir un contenu de qualité pour les deux langues parlées par la population. Comme conséquence, en 1934, le CCR a créé une programmation différente pour les canadiens anglophones et francophones. Il y a également eu l’introduction d’un comité parlementaire qui avait pour but de réguler les activités du CCR. En 1936, la Société Radio-Canada a été créée. Pendant la Seconde Guerre mondiale, Radio-Canada a informé les citoyens sur les événements politiques et a aussi diffusé de la propagande. Cette société a bouleversé la radiodiffusion au Canada. Pendant la période de 1936 à 1949, la radiodiffusion au Canada a connu des moments très importants. Plusieurs règlements et améliorations ont été mis en œuvre, ce qui a permis au contenu canadien de s’épandre sur les réseaux de communication. En 1952, les premières stations de télévision au Canada sont lancées. Avec la création de la commission royale concernant la radio et la télévision en 1955, la programmation de la télévision a été régulée davantage. En 1968, le CRTC a été créé. Cet organisme devait s’occuper de la réglementation, de la vigilance des entreprises de radiodiffusion au Canada et de la programmation radiale et télévisée, ainsi que régler les entreprises de câblodistribution.

## Mesures adoptées pour garantir la protection à la culture et valeurs canadiennes. Les lois et règlements approuvés.
En 1932, la première loi canadienne de la radiodiffusion est adoptée. Cette loi prévoit la disparition graduelle des programmes radios privés. Une autorité nationale devait réguler les radiodiffusions sur le territoire canadien. En 1949, la première loi sur la politique gouvernementale concernant la télévision a été implémenté. La Société Radio-Canada avait suggèré que la télévision devait être dirigé de la même manière que la radio. La diffusion devait être dans les deux langues officielles du Canada, soit l’anglais et le français. En 1955, il y a eu la création de la commission royale concernant la radio et la télévision, approuvée par le gouvernement. Le but de cette commission était que la radiodiffusion devait avoir quatre principes : divertir, informer, rendre visible et vendre des produits. Avec la création du CRTC en 1968, une nouvelle loi sur la radiodiffusion est implémentée. Le sentiment d’unité national devait être promulgué par Radio-Canada. Avec l’apparition des câblodistributeurs, le CRTC a demandé aux câblodistributeurs d’avoir un minimum d’émissions locales dans la diffusion de leur contenu. Les années 1970 et 1971 ont été inquiétantes pour la radiodiffusion au Canada. À ce moment, le gouvernement fédéral s’attendait à ce que les médias soient partiaux à certaines cause politique. La loi sur les mesures de guerre a donc été adoptée. Cette loi interdisait aux médias la publication d’information qui n’était pas factuelle.

## CRTC et Netflix: Loi C-11
Au Canada, plus de 20 millions de personnes auraient souscrit un abonnement mensuel pour la plateforme de streaming Netflix . C’est plus de la moitié des foyers canadiens (environ 38 millions d’habitants) qui participeraient, financièrement, à l’expansion de ce géant du numérique. La multinationale américaine s’est largement implantée dans le pays et provoque le réveil du gouvernement canadien qui tente de s’imposer.

Au Canada, le secteur de la radiodiffusion est actuellement régi par le CRTC (Conseil de la radiotélévision canadienne). C’est avec l’adoption d’une nouvelle loi canadienne sur la radiodiffusion (1968) que cet organisme de règlementation et de surveillance de la radiodiffusion et des télécommunications voit le jour. Ainsi, jusqu’à maintenant, sa mission principale est de «sauvegarder, d’enrichir et renforcer la structure culturelle, politique, sociale et économique du Canada et de favoriser l’épanouissement de l’expression canadienne».Il est important de soulever, qu’avec le CRTC, les diffuseurs publics canadiens sont soumis à une forte règlementation pour préserver la culture nationale et pour lutter contre la concurrence américaine. Cependant, un des plus gros paradoxes était que les entreprises de diffusion étrangères n’étaient pas reconnues comme des entreprises de radiodiffusion selon la Loi sur la radiodiffusion de 1968. C’est pourquoi elles n’étaient pas encore soumises à la règlementation canadienne.Mais bien évidemment, une plateforme numérique comme Netflix ne soucis pas de la représentativité de l’identité canadienne. Son profit, basé sur les films hollywoodiens, importe plus. Le succès de Netflix a donc révélé à quel point la politique de 1968 n’était plus adaptée à l’air de la connectivité d’internet. Pour donner un exemple concret, le système d’attribution de licences fonctionne bien pour gérer une radio nationale, mais n’est pas du tout applicable quand il s’agit de règlementer un géant du web, américain, se situant hors du territoire.
C’est pourquoi, en voyant peu à peu sa mission identitaire et culturelle lui échapper, le gouvernement a déposé, le 2 février 2022, le projet de loi C-11 (Loi sur la diffusion continue en ligne). Cette dernière à moderniser l’ancien modèle en octroyant au CRTC le pouvoir de règlementer les entreprises en lignes. Concernant Netflix, la loi C11 vient imposer directement au géant numérique de contribuer à la production de contenus canadiens. La logique est la suivante : Netflix réalise un profit, qui participe au marché canadien et en tire des revenus, donc l’entreprise devrait contribuer à promouvoir l’identité du pays.

Un accord semble avoir été trouvé et Netflix a promis de dépenser un demi-milliard de dollars sur cinq ans pour financer des productions canadiennes originales. Mais si l’on creuse un peu, est-ce que le Canada est réellement gagnant ? Le plus important, sur une plateforme comme Netflix, c’est la capacité de découvrabilité des contenues. Il peut très bien y avoir 200 films canadiens sur la plateforme sans jamais apparaitre dans les recommandations de recherche. Même si le Canada tente de règlementer le géant du web, même si des accords sont passés, c’est l’entreprise américaine qui est en droit de gérer à sa manière, son algorithme de visibilité.

## Critiques

### Fixation des prix de gros
En début d’année 2022, un groupe d'experts issu de l'Institut économique de Montréal (IEDM) ont critiqué la fixation par le CRTC des prix de gros d’Internet qui, selon eux, aurait ralenti le déploiement d’infrastructure d’Internet haute vitesse au Québec.

## Présidents
- 1968 - 1975 Pierre Juneau[9]
- 1975 - 1977 Harry Boyle (en)
- 1977 - 1979 Pierre Camu
- 1980 - 1983 John Meisel (en)
- 1983 - 1989 André Bureau (en)
- 1989 - 1991 Keith Spicer
- 1990 - 1991 David Colville (par intérim)
- 1992 - 1996 Keith Spicer
- 1996 - 2001 Françoise Bertrand
- 2001 - 2002 David Colville (par intérim)
- 2002 - 2006 Charles Dalfen (en)
- 2007 - 2012 Konrad von Finckenstein (en)
- 2012 Leonard Katz (vice-président assurant l'intérim)[10]
- 2012 - 2017 Jean-Pierre Blais (en) [11]
- 2017 - 2017 Judith A. LaRocque (par intérim)
- 2017 - 2023 Ian Scott (en)
- depuis 2023 Vicky Eatrides

## Vice-présidents (Télécommunications et radiodiffusion)
- 1er avril 1968 - 15 janvier 1976 Harry J. Boyle
- 6 avril 1976 - 5 avril 1983 Charles Dalfen (Télécommunications)
- 6 avril 1976 - 5 avril 1983 Jean Fortier (démissionné 1979) (Radiodiffusion)
- 8 avril 1980 - 31 mars 1989 Réal Therrien (Radiodiffusion)
- 1er septembre 1980 - 31 août 1987 John Lawrence (Télécommunications)
- 1er septembre 1987 - 18 avril 1995 Louis R. Sherman (Télécommunications)
- 28 juillet 1988 - 30 mars 1990 Monique Coupal (Radiodiffusion)
- 31 mars 1990 - 20 mars 1997 Fernand Bélisle (Radiodiffusion)
- 22 septembre 1995 - 31 décembre 2004 David Colville (Télécommunications)
- 12 mai 1997 - 11 mai 2000 Charles Bélanger (démissionné août 1998) (Radiodiffusion)
- 27 mars 1997 - 1er juillet 2005 Andrée Wylie (Radiodiffusion)
- 28 février 2005 - 16 juin 2007 Richard French (Télécommunications)
- 31 août 2005 - 31 août 2010 Michel Arpin (Radiodiffusion)
- 12 octobre 2007 - 13 octobre 2012 Leonard Katz (Télécommunications)
- 4 avril 2011 - 2 avril 2016 Tom Pentefountas (Radiodiffusion)
- 13 juin 2013 - 13 juin 2018 Peter Menzies (Télécommunications)

## Conseillers et secrétaire général
- Yves Dupras (11 août 2019) Québec
- John Traversy Secrétaire général
- Stephen B. Simpson (22 juin 2018) Colombie-Britannique et Yukon
- Raj Shoan (3 juillet 2018) Ontario
- Candice J. Molnar (6 janvier 2017) Manitoba et Saskatchewan
- Elizabeth Duncan (1er mai 2014) Région Atlantique et Nunavut
- Louise Poirier (10 août 2013) Conseillère